# Paraguayos, República o muerte
Paraguayos, Républica o muerte (Paraguayer, Republik oder der Tod) ist die Nationalhymne von Paraguay, Text von Francisco Acuña de Figueroa (1791–1862), Musik von Remberto Giménez (1898–1977).
Quintessenz des Textes ist die Unabhängigkeit von der spanischen Krone, die Paraguay am 14. Mai 1811 erlangte.

## Text
A los pueblos de América infausto,

Tres centurias un cetro oprimió,

Más un día soberbia surgiendo,

¡Basta!, dijo… y el cetro rompió.

Nuestros padres lidiando grandiosos,

Ilustraron su gloria marcial;

Y trozada la augusta diadema,

Enalzaron el gorro triunfal,

Y trozada la augusta diadema,

Enalzaron el gorro triunfal.

Coro:

¡Paraguayos, República o muerte!

Nuestro brío nos dío libertad:

Ni opresores, ni siervos, alientan,

Donde reinan unión, e igualdad.

Ni opresores, ni siervos, alientan,

Donde reinan unión e igualdad,

unión e igualdad, unión e igualdad.

Nueva Roma, la Patria ostentará

Dos caudillos de nombre y valer,

Que rivales, cual Rómulo y Remo,

dividieron gobierno y poder…

Largos años, cual Febo entre nubes

Viose oculta la perla del Sud,

Hoy un Héroe grandioso aparece

Realzando su gloria y virtud…

Coro

Con aplauso la Europa y el Mundo

La saludan, y aclaman también

De heroísmo valuarte invencible

De riquezas magnífico Edén

Cuando entorno rugió la Discordia

Que otros Pueblos fatal devoró,

Paraguayos, el suelo sagrado

Con sus alas un ángel cubrió.

Coro

¡Oh, cuan pura, de lauro ceñida,

Dulce Patria te ostentas así!

En tu enseña se ven los colores

Del zafiro, diamante y rubí.

En tu escudo que el sol ilumina,

Bajo el gorro se mira el león.

Doble imágen de fuertes y libres,

y de glorias, recuerdo y blasón.

Coro

De la tumba del vil feudalismo

Se alza libre la Patria Deidad;

Opresores, doblad rodilla!

Compatriotas el Himno entonad!

Suene el grito: ¡República o Muerte!

Nuestros pechos lo exalen con fe,

Y sus ecos repitan los montes

Cual gigantes poniéndose en pie.

Coro

Libertad y Justicia defiende

Nuestra Patria, ¡Tiranos, oid!

De sus fueros la carta sagrada

Su heroismo sustenta en la lid.

Contra el mundo, si el mundo se opone,

Si ententare su prenda insultar,

Batallando vengar la sabremos

¡O abrazo con ella expirar!

Coro

Alza, oh Pueblo, tu espada esplendente

Que fulmina destellos de Dios,

No hay más medio que libre o esclavo

Y un abismo divide a los dos

En las auras el Himno resuene,

Repitiendo con eco triunfal:

¡A los Libres perínclita gloria!

¡A la Patria laurel inmortal!

Coro

## Deutsche Übersetzung
Die Völker des unglücklichen Amerikas

wurden drei Jahrhunderte von einem Zepter unterdrückt,

bis eines Tages der Stolz wuchs,

„Genug“, sagte er, und das Zepter brach.

Unsere Väter kämpften grandios,

verdeutlichten ihren sterblichen Ruhm,

und nach Zerschlagen des herrschaftlichen Diadems

hoben sie die Siegeskappe empor.

CHOR

Paraguayer!, Republik oder Tod!

unserer Mut gab uns Freiheit

weder Unterdrücker noch Sklaven bestehen,

wo Einheit und Gleichheit regieren.

weder Unterdrücker noch Sklaven

bestehen,

wo Einheit und Gleichheit regieren.

Einheit und Gleichheit, Einheit und Gleichheit.